# Kamienica przy ulicy Wodnej 8 w Katowicach
Kamienica przy ulicy Wodnej 8 w Katowicach – zabytkowa kamienica mieszkalna, położona przy ulicy Wodnej 8 w Katowicach, na terenie dzielnicy Śródmieście. Wzniesiono ją w 1895 roku i reprezentuje styl późnemu modernizmu z elementami historyzmu. 

## Historia
Kamienicę wzniesiono w 1895 (bądź 1865) roku. Nieznany jest projektant kamienicy. W latach 20. XX wieku została ona przebudowana. W 1935 roku właścicielami kamienicy byli spadkobiercy rodziny Dunkel, a zamieszkiwały ją osoby różnej profesji. Budynek był też wówczas siedzibą Śląskiej Wytwórni Kapsli.
10 lipca 2019 roku kamienicę, należącą wówczas do miasta Katowice, przeznaczono do bezprzetargowego zbycia w drodze zamiany nieruchomości.
11 stycznia 2023 roku budynek wpisano do rejestru zabytków nieruchomych województwa śląskiego pod numerem A/1110/23. Decyzja ta stała się ostateczna 10 lutego tego samego roku. Ochroną objęto elewację frontową oraz bryłę kamienicy, a wpis ten nie objął wnętrz budynku. W kwietniu 2023 roku Koziarski Pracownia Projektowa zaprezentowała projekt kompleksowej rewitalizacji kamienicy. W tym czasie budynek był własnością prywatną.
W systemie REGON w połowie lipca 2023 roku nie było zarejestrowanych żadnych podmiotów gospodarczych z siedzibą przy ulicy Wodnej 8.

## Charakterystyka

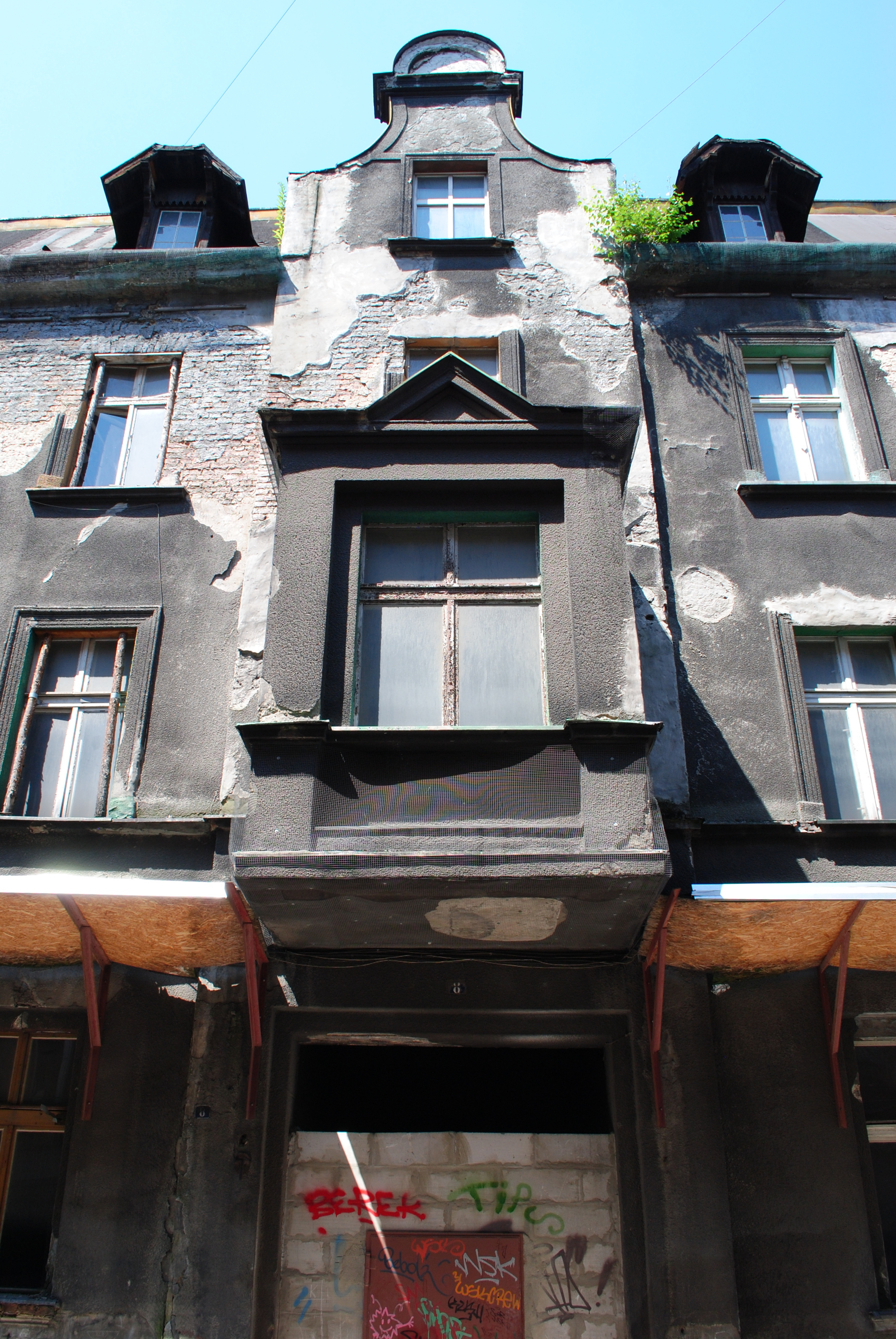
Wykusz kamienicy

Kamienica mieszkalna położona jest przy ulicy Wodnej 8 w Katowicach, w granicach dzielnicy Śródmieście, w pierzei zwartej zabudowy ulicy.
Jest to budynek murowany z cegły, powstały na planie w kształcie litery „L”, zwieńczony dachem dwuspadowym krytym papą. Powierzchnia użytkowa budynku wynosi 780,19 m², a powierzchnia zabudowy 326 m². Liczy ona 4 kondygnacje nadziemne i 1 podziemną.
Kamienica reprezentuje architektonicznie styl późnemu modernizmu z zachowanymi elementami historyzmu. Fasada kamienicy jest siedmioosiowa, symetryczna i potynkowana. Parter wydzielono gzymsem kordonowym. W osi kamienicy znajduje się wykusz zwieńczony szczytem, a pod nią brama wjazdowa o wykroju prostokątnym, z oryginalnym nadświetlem. Otwory okienne są prostokątne, w profilowanych opaskach tynkowych. Okna są czterokwaterowe ze ślemieniem.
Brama przejazdowa jest zintegrowana z klatką schodową, nakryta sklepieniem Kleina. Posadzka sieni przejazdowej jest pokryta płytkami ceramicznymi. Schody są dwubiegowe, z balustradą drewnianą.
Kamienica prócz wpisu do rejestru zabytków nieruchomych chroniona jest wpisem do gminnej ewidencji zabytków miasta Katowice.